# Diant (fill de Pèlops)
|  | Pel que fa a la ciutat francesa vegeu Diant. |

Diant, (en grec antic Δίας), va ser, segons la mitologia grega, un fill de Pèlops i d'Hipodàmia. Segons aquesta filiació, és germà d'Atreu i de Tiestes.
De fet, les tradicions sobre Diant són una variant de les complexes llegendes referides a l'origen dels Atrides. Va tenir una filla, Clèola, que es va casar amb Atreu i li va donar un fill, Plístenes. Aquest és el pare d'Agamèmnon i Menelau, i d'una filla, Anaxíbia. Una altra tradició explica que Clèola, filla de Diant, era la dona de Plístenes, el fill d'Atreu, i ella seria la mare de Menelau, Anaxíbia i Agamèmnon.